# História da acupuntura
A história da Acupuntura é indissociável da história da Medicina na China. Há que se recordar que a cultura chinesa tem a mais antiga tradição de linguagem escrita, (a escrita chinesa mais antiga existente hoje data de 3.500). Isto permitiu a transmissão de conhecimentos entre gerações, sem a deturpação típica da tradição oral. Na história da China o surgimento da escrita, é anterior à idade dos metais. Há referências de que já existia uma produção de artefatos de ferro em escala industrial desde a dinastia Qin (221-209 a.C).

## Pré-história
Possivelmente animais estimulam pontos doloridos em seu próprio corpo para alívio, da mesma forma que extraem ou catam parasitas, removendo estímulos dolorosos ou prurido, e nos primatas este comportamento (catação) adquiriu funções sociais. O homem pré-histórico provavelmente já fazia o mesmo, embora as poucas evidências que se conhece da medicina pré-histórica e animal é a utilização de plantas não-comestíveis, e nutricionais (comportamento comum em cães que comem grama ou capim) com fins medicinais.
Na China antiga já se utilizavam as “Pedras Bian”, pedras pontiagudas, para tratamento da dor por estímulo de pontos doloridos, ou pontos “Ashi”. Em ruínas chinesas, da idade da pedra, datadas entre 10000 e 4000 AC, foram encontradas estas pedras.

## Idade antiga
Em achados datados da Dinastia Shang, cerca de 1000 AC, já havia agulhas de bronze. Uma descoberta importante foi o conjunto de "nove agulhas" feitas de metal, sendo quatro de ouro e cinco de prata, encontradas no túmulo do príncipe de Chungshan (escavado em 1968), datado do século II a.C. Acredita-se as agulhas deste referido conjunto (também encontrado em outros locais), foram inicialmente feitas de bronze, além do ouro e prata, e foram utilizados primeira vez há cerca de 2.000 anos. A religião e as práticas xamanísticas dos "Wu" (巫) antecedem aos mitos de origem dos três imperadores ancestrais consolidados na dinastia Zhou e surgimento da escrita em seda.
A medicina chinesa começou seu desenvolvimento documentado na era da Dinastia Zhou, de 1027 AC a 221 AC. Naquele período, a medicina chinesa evolui de uma medicina xamânica, onde as doenças eram consideradas obras de espíritos demoníacos, para uma medicina mais evoluída, com embasamento "filosófico". Durante o período chamado de "Média Era Zhou", de 772 AC a 480 AC, o confucionismo estabeleceu-se como um dos três pilares filosóficos da medicina chinesa (Confucionismo, Taoísmo e Budismo). Deste período vem a noção de que os atos de uma pessoa afetam diretamente a sua saúde, afastando a ideia de que as doenças eram de origem demoníaca.

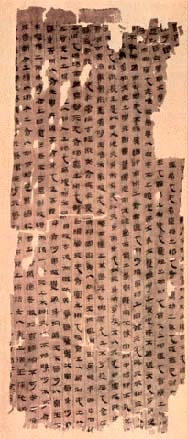
Escrita taoísta sobre seda da tumba (datado em 168 a.C) Mawangdui em Hunan.

Durante a "Era Zhou Tardia" de 480 AC a 221 AC, surgiu na China o Taoísmo. Data desta era uma das mais significativas diferenças entre a medicina Chinesa e a Ocidental. A persistência de antigas tradições mágico-demoníacas da Medicina Chinesa foram mantidas, junto a conceitos mais modernos de etiopatogenia.
Esta característica de manutenção de antigos conhecimentos junto a novos, é algo que a construção substitutiva da medicina Ocidental não soube fazer. No ocidente, o conhecimento moderno apaga o antigo. Na tradição Chinesa, o conhecimento antigo não é desprezado, mas fica armazenado, para referência.
A persistência deste conhecimento, em nossos dias, leva alguns praticantes de Medicina Chinesa  a desconsiderar  o conhecimento científico moderno, atendo-se ao caráter místico do conhecimento antigo. Tal fato deve ser visto com cautela. Um exemplo desta afirmação é a antiga prescrição de Acupuntura para apendicite aguda, que, sendo eficaz para aliviar a dor, sem o correto diagnóstico, pode retardar o tratamento cirúrgico, com grandes prejuízos para o paciente.
Em seguida, a Dinastia Chin ou "Qin" de 221 AC a 206 AC, embora  conhecida como período de "queima de livros", teve o mérito de adotar a moeda e sistematizar pesos e medidas, construir estradas e organizar a escrita, promovendo o crescimento econômico e cultural para a Dinastia Han, de 206 AC a 220 DC.
Datam desta época, três livros importantes da Medicina Chinesa. O Ma Wang Hui', o Nan jing (clássico das dificuldades) e o Huang Di Nei jing,o livro do imperador amarelo. Foi redigido entre o primeiro e segundo séculos antes de Cristo, como uma compilação do conhecimento médico então existente. Escrito como se fosse pelo mítico "Imperador Amarelo", que teria vivido entre 2698 AC  a 2598 AC, é dividido em dois livros. O primeiro, Su Wen, questões fundamentais, discorre sobre a teoria médica da época. O segundo livro, Ling Shu, ou eixo espiritual, é um manual de acupuntura. Os dois livros tratam da aplicação dos conceitos de Ying e Yang na medicina, da teoria dos cinco elementos (ou cinco movimentos), descrevem a teoria dos meridianos, tratam do conceito do Qi e atribuem definitivamente aos sintomas causas orgânicas ao invés de causas sobrenaturais.
Durante a Dinastia Han, a fisiologia foi compreendida como a inter-relação entre os sistemas orgânicos.

## Idade média
Entre 220 e 589, a China passou por novo período de instabilidade política. A introdução do budismo, embora pouco tenha modificado as práticas médicas então vigentes, introduziu o conceito de manutenção da saúde pela prática de exercícios físicos e de meditação. É desta época o livro Zhen Jiu Jia Yi Jing que é um texto clássico da acupuntura e moxibustão. Detalha os meridianos, os pontos e as técnicas de tratamento por acupuntura e moxibustão.
Também deste período é a expansão da acupuntura para o Japão, Coreia e Vietnam. Tem sido amplamente referido que por causa desta longa história de utilização, as práticas nos três países influenciaram-se fortemente entre si. Antes da cultura ocidental ter sido introduzida no leste da Ásia no século XIX, a medicina tradicional era o principal sistema médico usado para tratar todos os tipos de doenças.
Na curta Dinastia Sui, de 590 a 617, o médico Sun Si Miao combinou as teorias taoístas e budistas com a correspondência sistemática entre os sinais, sintomas e as doenças. Também descreveu vários pontos de acupuntura localizados fora dos meridianos tradicionais, chamados de "Pontos Extras".
A Dinastia Tang (618 a 906) é conhecida como a segunda idade do ouro na China. O império foi unificado. Os pilares filosóficos (Confucionismo, Taoísmo e Budismo) e o contato com outras culturas fizeram a China crescer intelectualmente. Nos outros países do oriente, a acupuntura ganhou terreno e foi bem estudada. Em 702, é fundada a primeira escola médica imperial, em Nara, Japão, onde se ensinou a acupuntura. Entretanto, o desenvolvimento da acupuntura, na China no período Tang, foi modesto. Isto, porque a grande preocupação dos imperadores, era que se desenvolvessem elixires da longevidade.

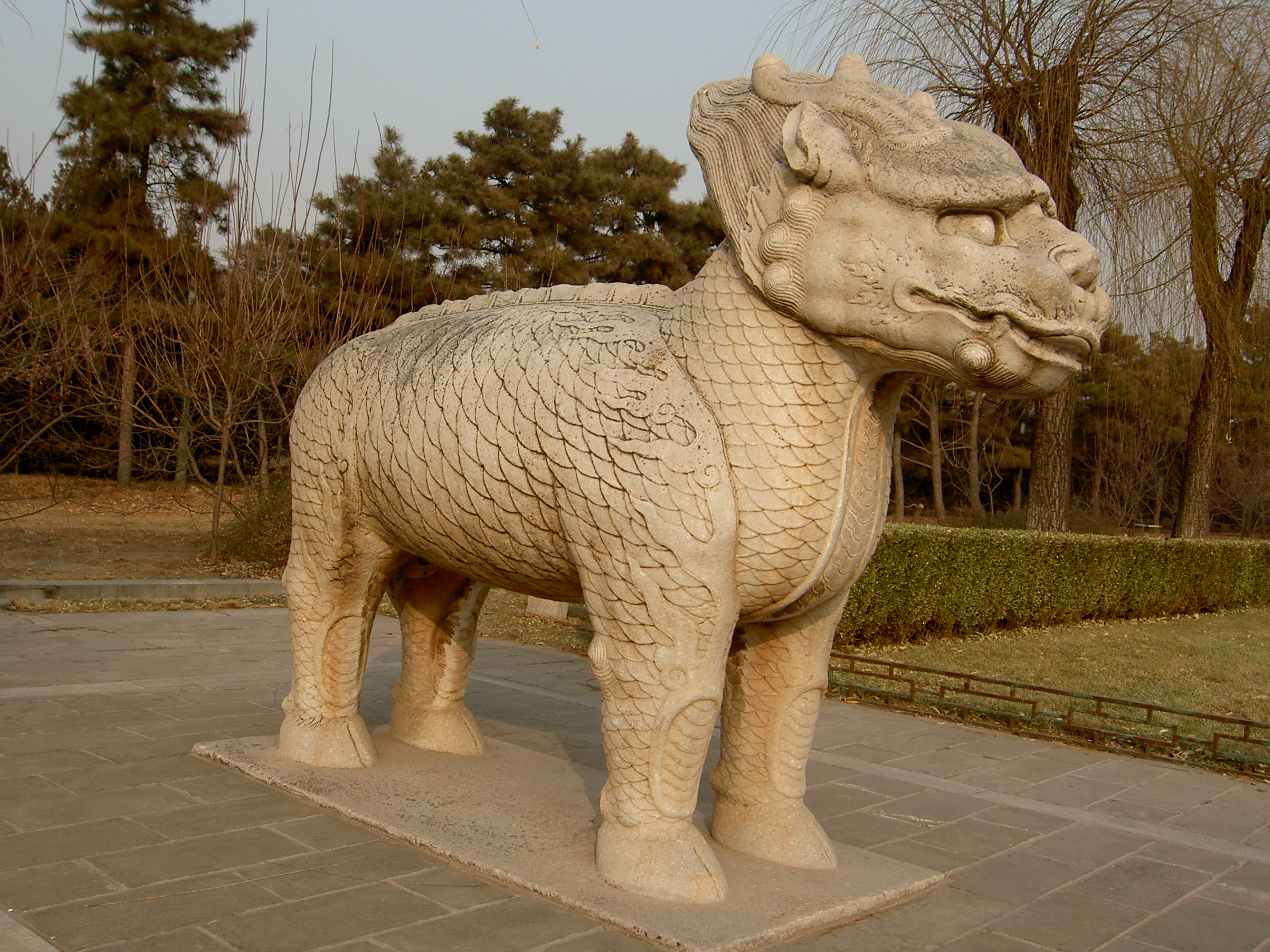
Caminho das almas. Tumbas da Dinastia Ming. Beijing.China

A Dinastia Sung ou "Song" (960 a 1264) foi um período chamado de Neo-confucionismo. O conceito de Qi tornou-se outra vez popular e os princípios básicos da Medicina Chinesa ficaram bem estabelecidos em todas as áreas, acupuntura e moxibustão, farmacoterapia, nutrologia, etc. Em 1255, com a "Viagem à Terra dos Mongóis", o europeu William de Rubruk já fazia referências à acupuntura. Segundo Lewith por volta de 1026, foi construído um novo modelo de bronze para ensinar pontos de acupuntura acompanhado de um Manual Ilustrado sobre os Pontos de Acupuntura e Moxabustão correspondente Modelo de Bronze, que segundo ele detalha o uso de 354 pontos no corpo.
A Dinastia Yuan, de 1264 a 1368 é o período durante o qual a China foi dominada pelos mongóis, liderados por Gengis Cã. O neoconfucionismo prosseguiu e a acupuntura, também progrediu. Em 1341, o médico "Hua Shuo" publicou Shi Si Jing Fa Hui. Este texto descreveu 303 pontos dos chamados 12 meridianos regulares e 51 pontos em dois meridianos extraordinários, totalizando 657 dos 670 pontos clássicos de acupuntura.
A Dinastia Ming, de 1368 a 1644, foi o período de consolidação do conhecimento médico chinês e, consequentemente, da acupuntura. Entre 1518-1593 o médico Li Shizhen publica Compêndio de matéria médica (Ben Cao Gang Mu) com recomendações da moxabustão para esquentar os canais e eliminar o frio e umidade. Inclui detalhada descrição da farmacopéia até então conhecida, reunindo 443 produtos derivados de animais; 1074 substancias vegetais e 354 produtos minerais.

## Idade moderna

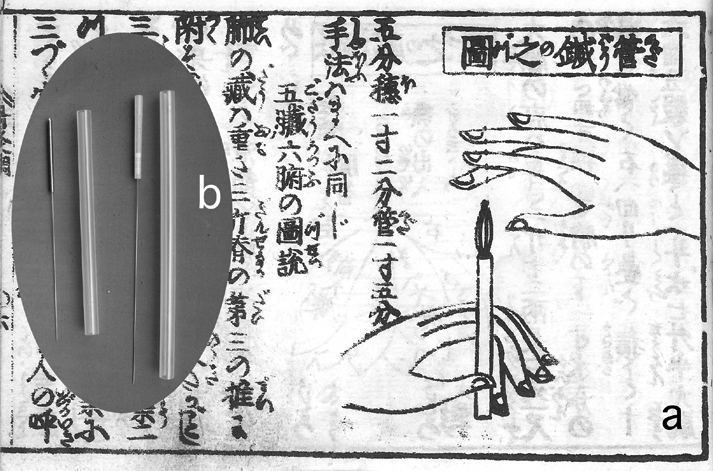
O tradicional e moderno (Ryodoraku) na acupuntura no Japão

Monges Jesuítas, a partir do século XVI, cunharam o termo, em língua portuguesa, que significa "Punção com agulhas" perpetuando um erro de tradução. Em Chinês, "Zhen Jiu" significa, literalmente, "Agulha e Moxa". Moxa é bastão de artemísia, enrolado como um charuto, usado para aquecer o ponto de acupuntura.
Em meados do século XVIII, um médico chinês interessado em recuperar o saber médico da antiguidade, relatou que entre as dificuldades que encontrou, estava a escassez de livros no assunto. Em 1822, o status da acupuntura ficou seriamente comprometido, com o decreto imperial que bania o ensino e a prática da acupuntura da Academia Médica Imperial, a instituição que fornecia médicos para a família do imperador
A Dinastia Qing, que durou de 1644 a 1911, não foi um período de grande desenvolvimento para a acupuntura e moxibustão, constituindo-se de modo geral, em período de estabilização e continuidade em vários aspectos.
Além das lendárias descrições feitas por Marco Polo (1254-1324) e dos citados jesuítas as primeiras referências médicas da acupuntura no ocidente estão associadas às descrições de Andreas Cleyer (1634–1698) que publicou em Frankfurt, 1682, uma descrição da acupuntura no seu "Specimen Medicinae Sinicae, sive Opuscula Medica ad Mentem Sinensium" e do médico, anatomista, bibliotecário, botânico e reformador holandês Gerard van Swieten (1700–1772) que já interpretava o efeito da acupuntura como um fenômeno neurológico, sendo seu uso indicado para o alívio da dor. Segundo Jacques (2006), Van Swieten (1755) e Rougement ( ), estudaram a acupuntura na ótica das teorias da contra-irritação (1798), e podem ser considerados os precursores das pesquisas sobre acupuntura em neurociência.
Na história de consolidação como técnica terapêutica e/ou reconhecimento no ocidente, cabe ainda melhor interpretar as publicações sobre acupuntura na tradicional revista médica inglesa, The Lancet, fundada em 1823, sobre a "acupuncturation" por T. W. Wansbrough, desde a data de sua fundação até pelo menos 1828, seguida por diversos estudos de caso, aplicações e modificações na sua técnica a exemplo da "galvano-acupuncturation" publicado por Robert Brandon, em 1848.
A influência da medicina ocidental no desenvolvimento da medicina tradicional chinesa ainda está por ser avaliado desde os possíveis contatos com a medicina grego-hipocrática até a possível influência das teorias e tecnologia da medicina ocidental quanto às questões da restrição da prática da acupuntura no território chinês nos finais do século XIX como veremos adiante.

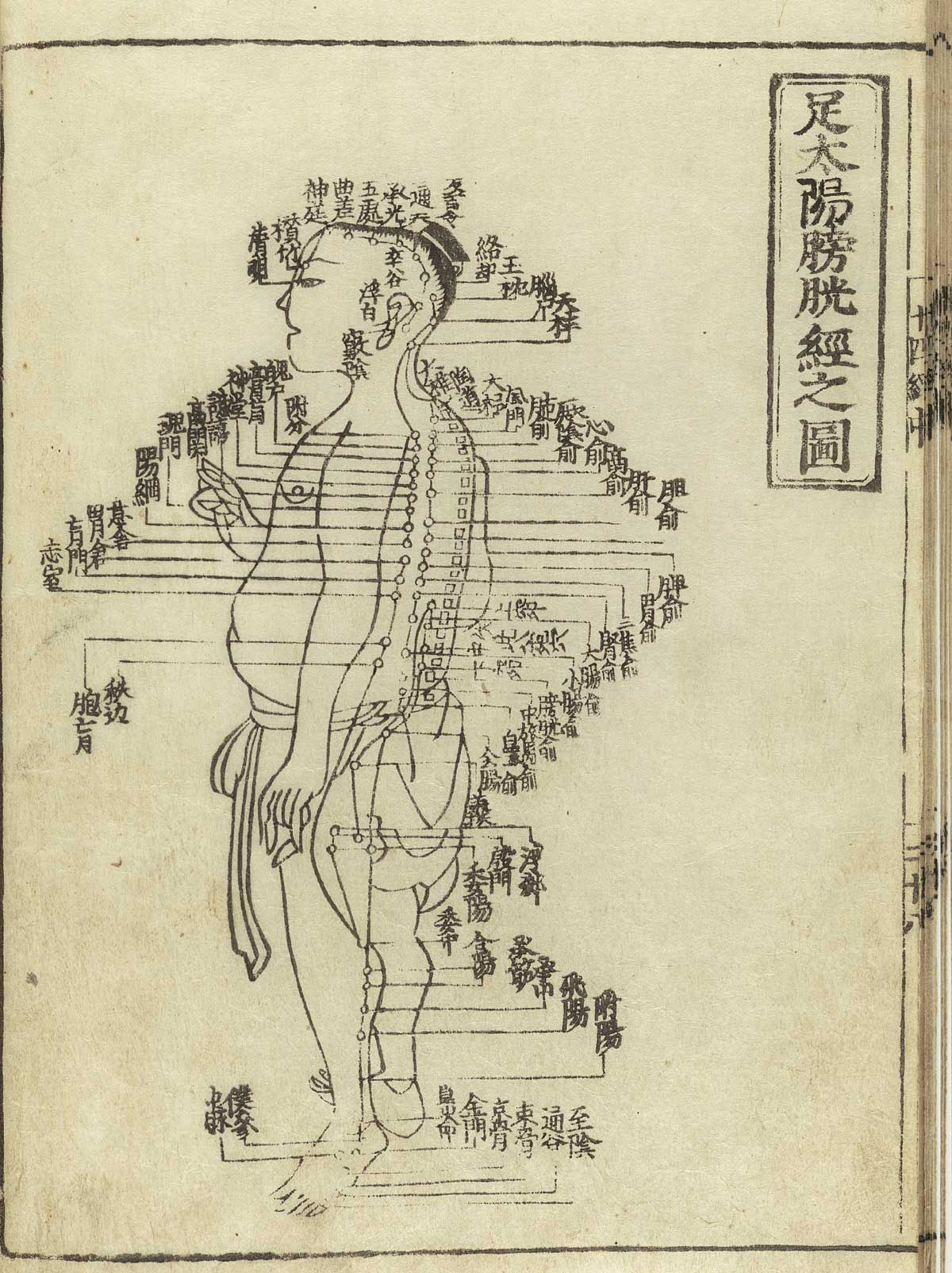
Meridianos segundo Dinastia Ming

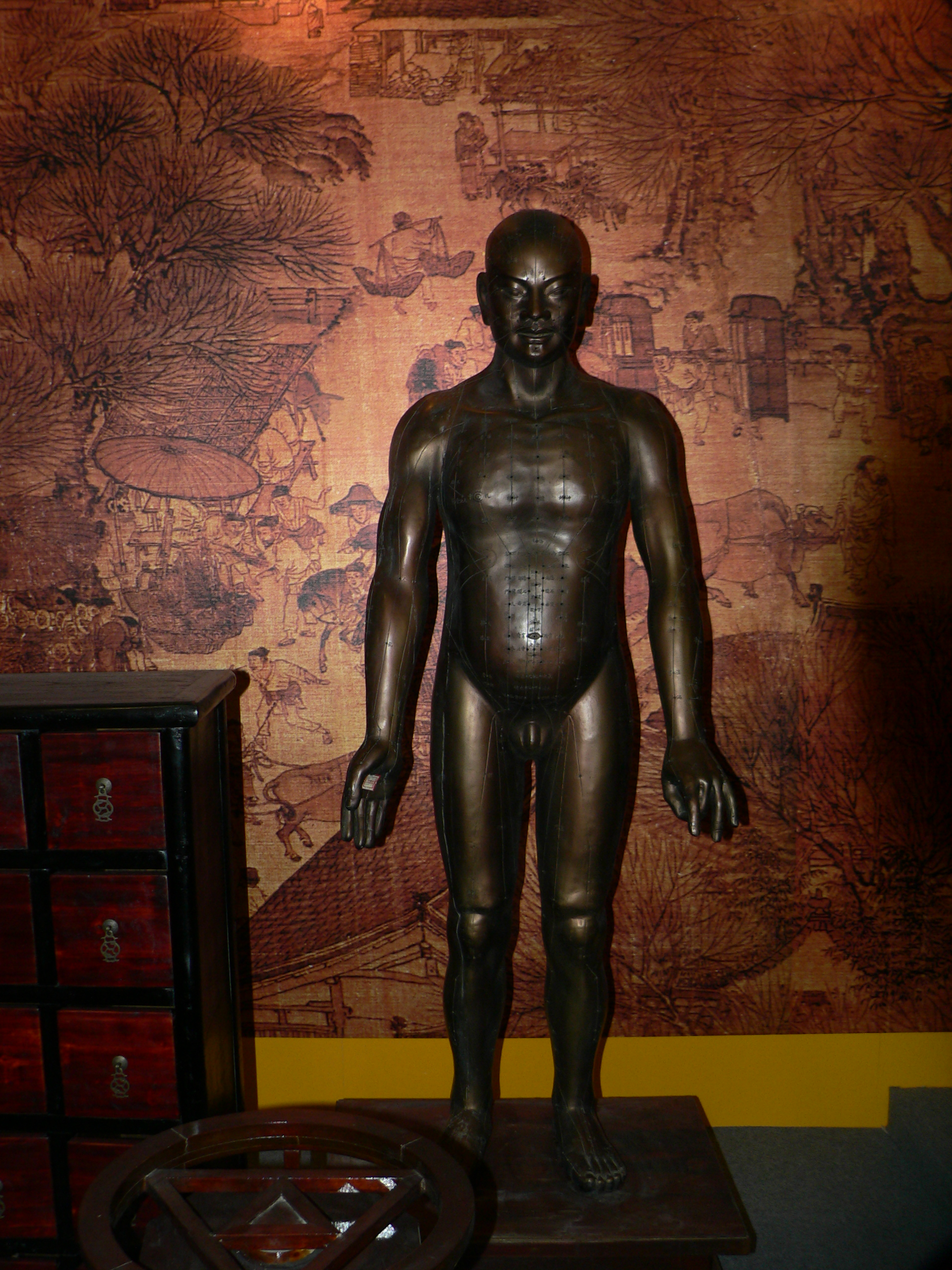
Mapas tridimensionais (bronze)

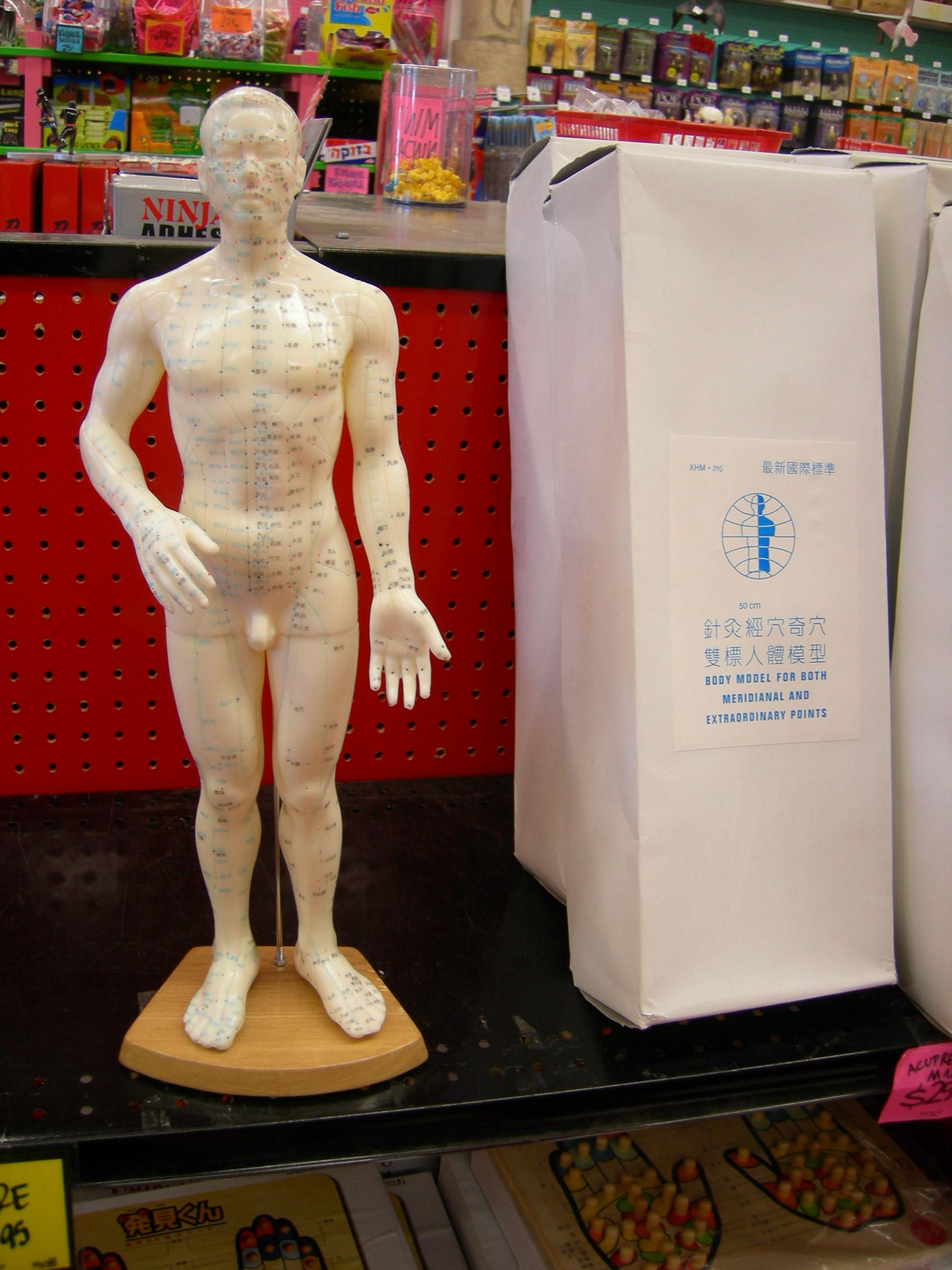
Representação moderna dos meridianos em 3D

## Idade Contemporânea
No século XIX, a dificuldade de comunicação com a China não impediu que a acupuntura fosse praticada e estudada por médicos ocidentais.
Pesquisas médico-científicas foram  publicadas também no início do século XX.  Entre 1939 e 1941 foi publicado na França o livro L'acuponcture chinoise do diplomata e cônsul francês na China Soulié de Morant  (1878-1955)  que se interessou por essa técnica ao ver sua aplicação e efeitos durante a epidemia de cólera em Beijing. Seu livro “A acupuntura chinesa”, teve como referências antigos textos chineses como Zhēnjiǔ Dacheng (针灸 大成), possui várias traduções e reedições e ainda hoje  é considerado uma obra clássica sobre a acupuntura.
No início da década de 1930, o médico e professor universitário Cheng Danan (1898-1957) utilizou referências anatômicas para reabilitar a acupuntura como uma prática médica. Enfatizou o fato de ser uma terapia médica eficaz, porque o seu mecanismo de ação era a estimulação dos nervos. No livro que publicou em 1932, apresentou uma localização dos pontos - antes usados para sangrias - fora dos vasos sanguíneos, associando-os aos trajetos nervosos. O livro era ilustrado com fotografias de voluntários, em cuja pele foram desenhados os novos traçados das linhas que comunicavam os pontos de acupuntura. O livro, que teve diversas edições entre 1930 e 1960, ajudou a conferir à acupuntura credibilidade suficiente para que fosse oficialmente incorporada ao ensino e à prática da medicina.
Persistia, porém, a carência de mais informações sobre o modo como a acupuntura era praticada na China, havia notícia sobre sua proibição no final do período imperial da dinastia Qing (1822) quando foi excluída do  Instituto Médico Imperial por decreto do Imperador. Apesar da proibição foi mantida como interesse acadêmico, costume e tradição sobretudo nas áreas rurais ao ponto de ser novamente proibida (1929) durante a república de 1912 a 1949, juntamente com outras formas de medicina tradicional por uma crescente ocidentalização ou adoção da medicina cosmopolita.
O grande marco da história da acupuntura na primeira metade do século XX foi a Revolução Chinesa, que inclusive cerrou as portas da China ao Ocidente. Há controversas informações sobre a manutenção da proibição da prática da acupuntura pelo Partido Comunista da Chinês, que a considerava um símbolo do antigo regime imperial. Noticias de que os intelectuais foram perseguidos, e as escolas de Medicina que ensinavam acupuntura foram fechadas estão em franca contradição com o desenvolvimento do saber popular proposto na revolução cultural. É fato que após 1949, quando Mao Tse-tung assumiu o poder, a China passou por um renascimento cultural e científico e a pesquisa e ensino da Acupuntura foram novamente permitidos e até incentivados, com a reabertura das escolas médicas chinesas, inclusive foi uma concepção patrocinada pelo Ministro da Saúde Pública da República popular da China a elaboração e publicação do livro dos 4 institutos (Zhongguo Zhenjiuxue Gaiyao, 1964).
Em 1958, foi publicado um texto do presidente Mao sobre a necessidade de integração entre a medicina chinesa e a ocidental (zhong xi yijiehe), mas somente em 1966 (até 1971) iniciou-se a formação dos chamados “médicos de pés descalços”, para atender a população rural, selecionando treinamento de três anos, com elementos básicos de medicina ocidental e chinesa, com constantes aperfeiçoamentos (até 1995) na formação da MTC com a introdução de “metodologia superior”, “padrões científicos” ocidentais. Questiona-se inclusive se esta hibridização entre as medicinas chinesa e ocidental por meio do desenvolvimento da pesquisa biomédica sobre a acupuntura, não aumentou o distanciamento do saber tradicional sendo mais um aspecto do colonialismo ocidental. Observe-se que posteriormente tais profissionais foram reciclados para transformarem-se em médicos rurais, resultando também num declínio da cobertura assistencial. Contudo até hoje, em pleno no século XXI, o sistema dos médicos descalços atraem a atenção, sobretudo quanto a forma como a medicina ocidental e chinesa podem ser sistematicamente combinadas, o que é o fenômeno único no mundo.
Pode-se tomar com marco da difusão da acupuntura no ocidente o relato do efeito da acupuntura no tratamento das dores pós-operatórias do jornalista James Reston, em 1971, após ter sido submetido a uma apendicectomia enquanto estava na China, e após 1972, com a visita do presidente norte-americano Richard Nixon àquele país, que a acupuntura passou a ser melhor estudada pelo método científico, no Ocidente, graças ao reatamento de relações internacionais que permitiu a melhor troca de informações entre os cientistas. Nos EUA, a FDA - Food and Drug Administration somente aprovou o uso das agulhas de acupuntura como dispositivo médico em 1996.

## Doenças tratáveis pela acupuntura
Realizou-se em Pequim, no ano de 1979 o Primeiro Seminário Internacional sobre Acupuntura, Moxabustão e Anestesia para Acupuntura organizado pela OMS (Organização Mundial da Saúde) incluindo representantes de 12 países onde foi elaborado uma lista com 40 doenças reconhecidas como tratáveis com a acupuntura, Essa lista já amplamente divulgada e modificada incluia:
| Trato respiratório superior - Sinusite aguda - Rinite aguda - Amigdalite aguda - Resfriado comum Sistema respiratório - Bronquite aguda - Bronquite asmática (sem complicações) Distúrbios gastrintestinais - Espasmos do esôfago e da cárdia - Soluço - Gastroptose - Gastrite aguda e crônica - Hiperacidez gástrica - Úlcera duodenal crônica (alívio de dor) - Úlcera duodenal aguda (sem complicações) - Colite aguda e crônica - Disenteria bacilar aguda - Constipação - Diarreia - Paralisia do intestino Distúrbios da boca - Dor de dente e dor pós-extração - Gengivite - Faringite aguda e crônica | Distúrbios dos olhos - Conjuntivite aguda - Retinite central - Cataratas sem complicações - Miopia em crianças Distúrbios neurológicos e musculoesqueléticos - Dor de cabeça e enxaqueca - Nevralgia do nervo trigêmeo - Paralisia facial (estágio inicial) - Paresia após derrame cerebral - Neuropatias periféricas - Sequelas da poliomielite de estágio inicial - Doença de Meniere - Disfunção neurogênica da bexiga - Incontinência urinária noturna - Nevralgia intercostal Síndrome cervicobraquial - Capsulite adesiva ou epicondilite lateral - Dor no nervo ciático - Dor lombar - Osteoartrite |

Uma das relevantes declarações que referendam essa lista veio do NIH (National Institutes of Health), 1997, que publicou uma Declaração de Consenso sobre o uso e a eficácia da acupuntura para uma variedade de condições incluindo  recuperaçãp pós-operatório de adultos; náuseas da quimioterapia; vômitos pós-operatório; dor de dente; auxiliar na reabilitação da toxicodependência; dor de cabeça; cólicas menstruai;  cotovelo de tenista; fibromialgia; dor miofascial; osteoartrite; dor lombar; síndrome do túnel do carpo; e asma. Onde a acupuntura pode ser útil como tratamento adjuvante ou alternativa aceitável ou ser incluídos em um programa de gestão.

## Pseudociência
Como pode ser visto, e é sabido, o status racionalista  da acupuntura,  contra as antigas tradições populares ou mágico-xamânicas da Medicina Chinesa tem se transformado ao longo de sua história de um saber popular, um saber compartilhado e específico de algumas etnias; uma medicina imperial ou mais recentemente merecedora do status científico, aprovada pelas autoridades sanitárias chinesas e integrada à medicina preventiva com a proposição dos médicos de pés descalços. Também já foi combatida pelo estado representado pela Academia Médica Imperial em 1822 e 1929 durante a Dinastia Qing e na político que sucedeu última dinastia imperial, a república de 1912 a 1949 como referido. Com a abertura política da China, também como referido, o país passou a receber estudantes de todo o mundo nas Faculdades de Medicina Tradicional Chinesa, criadas no final da década de 1940, e passou a ter ampla difusão mundial, mas recentemente, essa prática tem atraído a atenção internacional, por ser considerada como uma pseudociência.
A identificação dessa prática como uma forma de pseudociência provém tanto do desenvolvimento da medicina baseada em evidências com estudos intensificados a partir da década de 90 a partir dos estudos e publicações da Cochrane Collaboration e especialmente de estudos desenvolvidos pelo médico e pesquisador, especializado em medicinas alternativas, Edzard Ernst (1948)  referendados por um grupo de pesquisadores ingleses, inclusive da tradicional (fundada em 1869) revista Nature
Naturalmente classificação, como a maioria das proposições científicas  ocorre sob protesto tanto de representantes de interesses do governo chinês, como de pesquisadores, que alegam as limitações da concepção de ciência para questões sociais e clínicas sobretudo quando intervêm as questões psicológicas ou psicossomáticas.
Não cabe aqui uma discussão sobre metodologia científica contudo tanto  o fenômeno da expansão dessa prática etnomédica para ser incorporada às medicinas hegemônicas e programas de saúde pública de todo o mundo como esse movimento contrário a esta expansão merecem ser devidamente estudados.
O problema da demarcação entre ciência e pseudociência tem implicações políticas, éticas, bem como questões filosóficas e científicas. Diferenciar ciência e pseudociência tem várias implicações práticas, dentre elas os cuidados de saúde, o testemunho de especialistas (com reconhecida ausência de conflitos de interesse) nas falsas polêmicas, por exemplo, sobre o aquecimento global e na educação científica das pessoas. A distinção entre fatos e teorias científicas de crenças pseudocientíficas, como os encontrados na astrologia, no charlatanismo médico e nas crenças ocultistas combinados com conceitos científicos, é parte da educação científica e literacia científica.
O termo "pseudociência" é muitas vezes depreciativo, sugerindo que algo está sendo impreciso ou mesmo enganosamente retratado como ciência. Por isso as pessoas rotuladas como praticantes ou partidárias de pseudociência normalmente contestam a caracterização. Uma melhor definição deste processo, com publicações de reconhecida isenção de interesses, bem como a dimensão da prática da acupuntura nos dias atuais ainda está por ser realizado.